# Claude Carré
Pour les articles homonymes, voir Carré (homonymie) et Claude Carré (homonymie).
 (novembre 2018).
Si vous disposez d'ouvrages ou d'articles de référence ou si vous connaissez des sites web de qualité traitant du thème abordé ici, merci de compléter l'article en donnant les références utiles à sa vérifiabilité et en les liant à la section « Notes et références ».
Claude Carré est un auteur de littérature jeunesse, de théâtre et scénariste de bandes dessinées, né le 22 janvier 1956, petit-fils de Jean-Marie Carré.

## Biographie
Claude Carré travaille d'abord en librairie, puis pour des émissions de radio. Avec Denis Parent, il co-scénarise Thanéros sur un dessin d'Éric Larnoy (trois volumes entre 1989 et 1994). Entre 1991 et 1992 paraissent les deux volumes de Nobodyland, diptyque de science-fiction dont Bernard Bittler signe le dessin (Glénat). Avec Jean-Marie Michaud comme dessinateur, Claude Carré rédige Le pays miroir, en trois volumes (Dargaud, 1992-1993). En 1994, une collaboration avec Philippe Sternis donne lieu à Solo (Dargaud), mais la série est abandonnée après le premier volume. Une autre collaboration avec Michaud produit la série de bande dessinée policière De Profundis, dont trois volumes sont publiés chez Dargaud entre 1996 et 1998. Le tandem publie également Judo, one shot paru en 1996, puis les deux volumes du principe de l'enfer (Glénat, 1999-2001), suivi de Vercingétorix (Casterman, 2001). Un autre one shot est Futuroscoop (Glénat, 1998) avec Stéphanie Richard. Avec Jo Hoestlandt, Carré co-scénarise L'École Marcel-Torgnol, sur un dessin de Béatrice Rodriguez ; la série connaît deux volumes (Actes Sud Junior, 2003-2005). En 2010, pour Glénat, le scénariste écrit une adaptation de Notre-Dame de Paris, toujours avec Michaud. Pour Hachette, Carré réalise l'adaptation de Cédric : La Grande course (2002).
Il alterne ensuite travaux pour la télévision (Intrigues et Mésaventures) cinq épisodes sur TF1), le théâtre pour la scène (Le Carcan dans l'Avant-scène, Présence d'esprit [Actes-Sud papiers], le théâtre radiophonique - une quinzaine de fictions pour France Culture et France Inter -, des novelisations pour enfants à partir de bandes dessinée et de dessins animés (Cédric, Kid Paddle, Tendre banlieue, Marsupilami, Astérix) pour la bibliothèque rose et la bibliothèque verte, et des romans jeunesse et ados (Dupuis, Bayard, Casterman, Actes Sud junior, Nathan, Auzou), dans le genre humour, fantastique ou polar.
Il publie en 2014 un recueil de chroniques voyageuses, L'Esprit des lointains, aux éditions Livres du monde, La Croix du sud , 2015, et  Visages pâles, 2016, éditions Auzou.
En parallèle à ces activités, Claude Carré intervient dans des animations scolaires.
En 2018 paraît Les voyages fantastiques de Jules Verne, adaptation réalisée avec Éric Puybaret (éd. Auzou).

## Œuvres

### Livres jeunesse
- Tête de molaire, Actes Sud junior, 2002[5]
- Sérial qui leurre, Actes Sud junior, 2006[6]
- Sérial Rapteur, Actes Sud junior, 2009[7]
- Sitting Bull, Actes Sud junior, 2010[8]
- Les enfants du labyrinthe (texte), dessin de Gaëlle Hersent, Auzou, coll. « Pas de géant », 2015  (ISBN 978-2-7338-3402-2) (BNF 45096178)

### Bandes dessinées
- Dayak, Glénat, coll. « Caractère » : avec Philippe Adamov

2. La Chambre verte (dialogues), 1994
3. Zaks (dialogues), 1997
- De Profundis, dessins de Jean-Marie Michaud, 3 tomes (1996, 1997, 1998), Dargaud
- Futuroscoop, (institutionnel): dessins de Stéphanie Richard, Glénat, 1996
- Les Incontournables de la littérature en BD :

Notre-Dame de Paris, d'après Victor Hugo (adaptation en bande dessinée et scénario), dessins : Jean-Marie Michaud; éditions Glénat (2010) puis  Le Monde  en collaboration avec les éditions Glénat (2016)
- Judo ; dessins : Jean-Marie Michaud, Glénat, 1998
- Nobodyland ; dessins : Bernard Bittler, 2 tomes (1991 et 1992), Glénat
- Le Pays-miroir ; dessins : Jean-Marie Michaud, 3 tomes (1992-1993), Dargaud
- Le Principe de l'enfer ; dessins : Jean-Marie Michaud, 2 tomes (1999 et 2001), Glénat[10]
- Solo avec Philippe Sternis (dessin), Dargaud, 1994
- Thanéros, co-scénario : Denis Parent, dessins : Eric Larnoy, 3 tomes : 1989 et 1990 (Novedi), 1994  (Dupuis)
- Vercingétorix[11], avec Jean-Marie Michaud (dessin), Casterman, 2001
- 2235 l'odyssée de la retraite (commande institutionnelle), dessins de Philippe Buchet, ANDCP, 2000

## Prix
- 1992 : Prix René Goscinny pour Le Pays-miroir[12]
- 2008 : 
  - Prix Beaumarchais de la SACD, pour Les trottoirs de la ville[13], fiction radio France Inter
  - Prix Escapage roman jeunesse Châteauroux  pour Sérial qui leurre[14]
- 2010 : « Coup de cœur du jury» du prix SGDL de la fiction radiophonique, pour Au bon marché[15], France Inter
- 2011 : Prix « Bouquin'Ados » au Salon du livre d'Oloron-Sainte-Marie pour Serial rapteur[16]